# Odaipil, Tetiiv
Odaipil (în ucraineană Одайпіль) este o comună în raionul Tetiiv, regiunea Kiev, Ucraina, formată numai din satul de reședință.

## Demografie
Componența lingvistică a comunei Odaipil
     Ucraineană (98,79%)
     Alte limbi (0,91%)
Conform recensământului din 2001, majoritatea populației comunei Odaipil era vorbitoare de ucraineană (98,79%), existând în minoritate și vorbitori de alte limbi.